# ويليام بي. تايلور
ويليام بي. تايلور جونيور (بالإنجليزية: William B. Taylor Jr)‏ هو دبلوماسي ومسؤول حكومي وعسكري أمريكي. كان قائدًا في جيش الولايات المتحدة في حرب فيتنام ونال ميدالية النجمة البرونزية في هذه الحرب. خدم بعد ذلك في وزارة الطاقة الأمريكية ثم وزارة الدفاع. من 1992 إلى 2002 أدى مهامًا دبلوماسية في بلدان أوروبا الشرقية وبلدان الاتحاد السوفيتي السابق، وفي أفغانستان والعراق واللجنة الرباعية للشرق الأوسط. من 2006 إلى 2009 كان سفير الولايات المتحدة في أوكرانيا تحت إدارة الرئيس جورج دبليو. بوش ولاحقًا الرئيس باراك أوباما. واستمر في السلك الدبلوماسي بين 2011 و2013.
في 2019، خدم ويليام تايلور في منصب سفير بالإنابة لأوكرانيا، وأصبح أحد الشهود في فضيحة ترامب - أوكرانيا؛ إذ قدم شهادته لمجلس النواب.

## الاستشهادات
1. ↑  GeneaStar | William B. Taylor Jr.، QID:Q98769076
2. ↑  "دبلوماسي أميركي: جولياني رأس الحربة في ممارسة الضغط على رئيس أوكرانيا". الميادين. 7 نوفمبر 2019. مؤرشف من الأصل في 2019-12-07. اطلع عليه بتاريخ 2019-11-07.